# Slavibojův břek
Slavibojůb břek je památný strom, jeřáb břek ( Sorbus torminalis) v Doupovských horách na území přírodního parku Stráž nad Ohří v okrese Karlovy Vary. Strom roste v nadmořské výšce 425 m na západním svahu Dubového vrchu (570 m) vysoko nad pravým břehem Pekelského potoka, pod hranou terénní terasy severozápadně od Stráže nad Ohří.
Přestože je nízký, přerostl okolní keře. Od stromu je přes údolí Pekelského potoka hezký výhled na výrazný vrch Nebesa (638 m) s ruinou hradu Himlštejn.
V době vyhlášení bylo stáří stromu odhadováno na 100 let.
Obvod kmene měří 194 cm, koruna sahá do výšky 14 m (měření 2014).
Strom je chráněn od roku 2005 jako dendrologicky cenný taxon, strom významný vzrůstem a stářím.

## Stromy vokolí
- Buk u Stráže
- Lípa ve Stráži
- Pekelský buk
- Pekelská lípa II.
- Lípa v Osvinově